# Елена Доскова-Рикарди
Елена Доскова-Рикарди е една от първите български оперни певици (сопрано). Пее на сцените на най-големите оперни театри в Италия: Римската опера, Ла Скала, Сан Карло и други.

## Биография
Родена е на 28 август 1898 г. в София, където родителите ѝ са се преселили от Габрово. Учи във Втора софийска девическа гимназия, солистка е на хора. На 16-годишна възраст е на премиерата на операта „Аида“ в Софийската опера, която ѝ прави толкова силно впечатление, че решава да стане оперна певица и един ден да пее Аида. Родителите ѝ приемат нейното желание и я подкрепят; тя започва да учи при Иван Вулпе, който работи по постановката на гласа ѝ; след гимназията отива в Музикалната академия. Завършва музикалното си образование през 1922 г.
Спечелва правителствена стипендия за обучение в чужбина и заминава за Италия. В Рим става ученичка на Алфредо Мартино, след това по негов съвет отива в Милано при Джузепе Фатуа. Осем години тя се учи и усъвършенства, същевременно разширява репертоара си, участва в оперни спектакли и също така изнася множество самостоятелни концерти. В програмите си включва и български песни, най-вече от Добри Христов, и става първата, която популяризира творчеството му извън България.
Пее на сцената на Римската опера като Мими от „Бохеми“, Лиу от „Турандот“, Мини от „Момичето от златния запад“. Влиза и в ролята на мечтаната от юношеството Аида. Канят я в оперния театър „Сан Карло“ в Неапол и в операта във Флоренция, а от 1928 г. и в Ла Скала, където пее Лиу под диригентството на Тосканини. Сътрудничеството им продължава с „Бохеми“, „Мадам Бътерфлай“, „Селска чест“ (в главните голи), до неговото заминаване за Америка. Партнира си с Аурелиано Пертиле, Тито Скипа, Бениамино Джили и много други.
В България певицата се представя през сезон 1933/1934 г. в Софийската опера, в „Аида“, „Андре Шение“ (Джордано), „Селска чест“ (Маскани), „Бохеми“, „Тоска“ и „Мадам Бътерфлай“ (Пучини), под диригентството на Михаил Златин, Асен Найденов, Асен Димитров. Отзивите са възторжени.
Следващата година пее в Генуезката опера и по време на премиерата на „Андре Шение“ малко преди края получава силни болки в коремната област. Успява да завърши, но спешно е оперирана от остър перитонит. Операцията не е добре изпълнена и довежда до пъпна херния, която при тогавашната хирургична практика не се оперира. Така в разцвета на творческите си възможности Елена Доскова-Рикарди трябва да прекрати певческата си кариера.
Певицата е омъжена за италиански търговец, ценител на операта и противник на режима на Мусолини. След края на кариерата ѝ двамата решават да се установят в България и заживяват в къщата ѝ в Княжево. Съпругът ѝ развива разностранна търговска дейност, става и съакционер във варненското Морско казино. Когато след няколко години в Италия е обявена амнистия на противниците на Мусолини, той се завръща там за бизнес делата си, но след месец загива в катастрофа при неизяснени обстоятелства.
След Деветосептемврийския преврат и установяването на комунистическия режим Елена Доскова-Рикарди е изпратена в концлагера Белене, макар че никога не се е занимавала с политика. Освободена е след няколко месеца, но всичките ѝ имоти с изключение на къщата в Княжево са конфискувани; няма и пенсия.
Започва да дава уроци по пеене. Сред многобройните ѝ ученици са Рени Пенкова, Тодор Ботев, Галина Савова, Галя Йончева, Лилия Дудрева и други изявени български певци.
Оставя в необработен вид много материали, които ученичката ѝ Рени Пенкова превръща по нейна поръка в учебник по постановка на гласа.
Личните си вещи, свързани с кариерата ѝ в Ла Скала и другите италиански оперни театри, подарява на Габрово в памет на родителите си.
Умира през 1986 г.